# Större markbärfis
Större markbärfis (Sciocoris homalonotus) är en insektsart som beskrevs av Franz Xaver Fieber 1851. Större markbärfis ingår i släktet markbärfisar, och familjen bärfisar. Arten är reproducerande i Sverige.